# Борисова, Диана Константиновна
Диана Константиновна Борисова (род. 21 марта 1997, Кемерово) — российская гимнастка. Чемпионка мира и Европы в групповых упражнениях.

## Карьера
Диана Борисова родилась в 1997 году. Первым её тренером была Калюжная Марина Сергеевна. В настоящее время её тренер — Вера Шаталина.
Победитель в командных первенствах на этапах Кубка мира среди юниоров в итальянском Пезаро (август 2010 и апрель 2012 гг.), Москве (2012 г.), Киеве (2012 г.). В личном первенстве Кубков мира в Пезаро Диана стала второй в 2010 году в упражнениях с булавами, а в 2012 году в упражнениях с обручем. В Киеве — победительницей в упражнениях с обручем.
В феврале 2011 года стала победителем и бронзовым призёром первенства России 2011 года, одержала победу в многоборье и в отдельных видах заняла одну золотую, две серебряных, одну бронзовую медали.
В 2012 году Диана успешно выступила на первенстве России в Казани, где заняла два вторых и одно третье место.
В 2014 году стала чемпионкой Европы и мира в групповых упражнениях.
В 2015 году стала двукратной чемпионкой I Европейских игр 2015, затем выиграла «золото» и «серебро» на чемпионате мира.